# Antillia
Antillia, monotipski rod glavočika iz podtribusa Critoniinae, dio tribusa Eupatorieae. Jedina vrsta je A. brachychaeta, endemska zeljasta vrsta sa Kube

## Sinonimi
- Eupatorium brachychaetum B.L.Rob.; Proc. Amer. Acad. Arts 51: 532 (1916)
- Eupatorium brachychaetum var. extentum B.L.Rob.; Proc. Amer. Acad. Arts 51: 533 (1916)